# 13436 Enid
13436 Enid este un asteroid din centura principală de asteroizi.

## Descriere
13436 Enid este un asteroid din centura principală de asteroizi. A fost descoperit pe 17 noiembrie 1999 la observatorul Zeno din Edmond (Oklahoma) de Tom Stafford (astronom). Asteroidul prezintă o orbită caracterizată de o semiaxă mare de 3,21 ua, o excentricitate de 0,12 și o înclinație de 0,9° în raport cu ecliptica.